# Arquidiocese de Glasgow
A Arquidiocese de Glasgow (em latim: Archidiœcesis Glasguensis) é a sé metropolitana católica latina da Província de Glasgow, na Escócia central. É uma das duas arquidioceses metropolitanas católicas da Igreja Católica na Escócia. É a mais velha dos dois bispados. A Metrópole tem as dioceses de Motherwell e Paisley como sufragâneas dentro da Província Eclesiástica.
A arquidiocese moderna de Glasgow foi restabelecida em 1878 e atualmente consiste em 106 paróquias atendidas por 228 padres (números de 2003). Inclui a cidade de Glasgow e se estende até a cidade de Cumbernauld no leste, ao norte até Bearsden, Bishopbriggs e Milngavie e a oeste até Dumbarton, Balloch e Garelochhead. A população católica da diocese é de 224.344 (28,8%) de uma população total de 779.490 (números de 2003). A filiação caiu para 215.000 (26,5% da população total) em 2016. 
O arcebispo emérito Mario Joseph Conti foi nomeado em 2002 pelo Papa João Paulo II. Após a renúncia de Conti em julho de 2012, tendo passado da idade exigida de 75 anos, o Papa Bento XVI nomeou Philip Tartaglia, o Bispo de Paisley, para sucedê-lo. Tartaglia foi empossado como arcebispo em setembro de 2012. Ele morreu no cargo em 13 de janeiro de 2021: dia da festa de São Kentigern.
Não muito longe da Praça St. Enoch , e diretamente adjacente ao Centro St. Enoch (o local de uma antiga igreja do padroeiro cofundador de Glasgow, Santo Teneu, no Rio Clyde), a sede do arcebispo é a Catedral de Santo André, em Glasgow.

## História
Originalmente estabelecida por Saint Mungo, a diocese de Glasgow tornou-se importante no século XII. Foi organizada pelo Rei David I da Escócia e John the Capelão, Bispo de Glasgow. O bispado tornou-se um dos maiores e mais ricos do Reino da Escócia, trazendo riqueza e status para a cidade. Em algum lugar entre 1175 e 1178, essa posição foi fortalecida ainda mais quando o Bispo Jocelin obteve para o assentamento episcopal o status de burgo do Rei William I da Escócia, permitindo que o assentamento se expandisse com os benefícios de monopólios comerciais e outras garantias legais. Em algum momento entre 1189 e 1195, esse status foi complementado por uma feira anual, que sobrevive até hoje como a Feira de Glasgow .
Até 1560, quando a prática da fé católica foi suprimida por ato do Parlamento da Escócia, quase todos os bispos de Glasgow tiveram uma participação ativa no governo do país, seja como chanceleres ou tesoureiros do reino ou como membros da regência durante a menoridade de um soberano. Robert Wishart (consagrado em 1272, falecido em 1316) foi notável por seu patriotismo durante a Guerra da Independência da Escócia da Inglaterra, e foi amigo íntimo de William Wallace e Robert Bruce. William Turnbull (consagrado em 1447, falecido em 1454) obteve em 1450 do Papa Nicolau V a carta de fundação da Universidade de Glasgow .
Em 9 de janeiro de 1492, o Papa Inocêncio VIII elevou a sé à categoria metropolitana, anexando a ela as dioceses sufragâneas de Argyle, Dunblane, Dunkeld e Galloway. James Beaton, sobrinho do célebre cardeal de mesmo sobrenome, foi o quarto e último arcebispo da antiga hierarquia.
Em 1560, oito anos após a sua nomeação, foi forçado a retirar-se para França , onde atuou como agente confidencial de Maria, Rainha da Escócia, e mais tarde abertamente como embaixador de Jaime VI, até à sua morte em Paris, 25 de abril de 1603. Levou consigo os registos diocesanos, "Registrum Vetus Ecclesiae Cathedralis Glasguensis", em caligrafia dos séculos XII e XIII, e "Liber Ruber Ecclesiae Glasguensis", com entradas de cerca de 1400 a 1476. Estes, juntamente com outros registros, foram impressos em 1843 em um volume para o Maitland Club sob o título: "Registrum Episcopatus Glasguensis: Munimenta Ecclesiae Metropolitanae Glasguensis a sede restauratâ saeculo ineunte XII ad reformatam Religionem". Um memorial daqueles tempos ainda permanece na antiga catedral de St. Mungo, que foi iniciada por Jocelin (consagrada em 1175, falecida em 1199) e recebeu suas últimas adições de Robert Blackadder (consagrada em 1484, falecida em 1508).
Glasgow não se tornou novamente um centro da vida católica até o início do século XIX, durante o processo de Emancipação Católica. O progresso da Revolução Industrial também começou a atrair para a cidade e seus arredores católicos das Terras Altas da Escócia e, mais tarde, em números muito maiores, da Irlanda . A chegada dos irlandeses exigiu que o Rev. Andrew Scott, o único padre em Glasgow, iniciasse a construção da Catedral Católica em Clyde St em 1814 "para seu vasto rebanho irlandês".
Antes de 1795, a maioria dos católicos em Glasgow eram das Terras Altas. A missa foi celebrada a partir de 1776 pelo bispo Hay e pelo bispo Geddes de forma clandestina, primeiro na High St e depois no sopé do Saltmarket. Na década de 1780, uma grande colônia de MacDonalds de Glengarry, a caminho da América, foi forçada a buscar abrigo do mau tempo, permaneceu para trabalhar nos moinhos de Glasgow da família Monteith. Um padre de sua área nativa se juntou a eles em 1792. Em 1794, muitos dos MacDonalds deixaram a cidade para se juntar ao regimento de Glengarry Fencibles. Em 1795, o restante deste grupo, juntamente com membros do clã de Glengarry, navegou para a América. Eles foram acompanhados por seu pastor, o padre Alexander MacDonald. Mais tarde, no século XIX, os católicos irlandeses chegaram em maior número e tiveram um efeito na cidade de Glasgow.
Em 1827, a Santa Sé erigiu o Vicariato Apostólico do Distrito Ocidental da Escócia. Era chefiado por um vigário apostólico, que era um bispo consagrado e que detinha uma sé titular. Com a renúncia de John Gray em 1869, o arcebispo Charles Petre Eyre foi nomeado Administrador Apostólico do Distrito Ocidental. Com a Restauração da hierarquia escocesa pelo Papa Leão XIII, em 4 de março de 1878, o distrito foi dividido na arquidiocese de Glasgow, na Diocese de Argyll e Ilhas e na Diocese de Galloway. O arcebispo Eyre foi nomeado o primeiro arcebispo católico de Glasgow desde a Reforma Escocesa.
Em 1877, um ano antes da instituição da atual arquidiocese católica, Charles Eyre registrou que na cidade de Glasgow havia dezenove paróquias, servidas por cinquenta e dois padres, e no condado de Dunbarton, cinco paróquias e sete padres.
Lanarkshire, que se tornou diocese de Motherwell em 1947-48, tinha dezessete paróquias e vinte e dois padres, enquanto Renfrewshire, que se tornou diocese de Paisley em 1947-48, tinha onze paróquias e dezesseis padres.
Para treinar o clero, Eyre fundou o St Peter's College em Partickhill em 1874, e também encorajou a abertura em Dowanhill em 1894 da faculdade de treinamento de professores Notre Dame. Ele também estava comprometido em criar novas paróquias e dividir as muito grandes que ele sentia que "eram quase dioceses em si mesmas". Um capítulo da catedral foi erguido em 3 de janeiro de 1884. Canonsburg, Pensilvânia
Durante o episcopado de seu sucessor, John Aloysius Maguire, o Education (Scotland) Act 1918 foi aprovado. Dificuldades financeiras, incluindo o triplo fardo de salários, custos de construção e crescentes expectativas educacionais, exigiram um acordo.
Maguire apoiou o esforço de guerra de 1914–18. Em 1917, estudantes-soldados, entre eles James Black, o futuro bispo de Paisley, foram para a frente do St Peter's College, e dois dos capelães militares da arquidiocese foram mortos. Embora o seminário nunca tenha fechado durante a Primeira Guerra Mundial, em um ponto ele abrigou apenas um único aluno e o reitor.
O arcebispo emérito Mario Joseph Conti foi nomeado em 2002 pelo Papa João Paulo II e, na terça-feira, 24 de julho de 2012, o Papa Bento XVI aceitou a renúncia de Conti e nomeou Philip Tartaglia, bispo de Paisley, para suceder Conti e ser formalmente instalado em setembro de 2012.

## Arcebispos à partir de 1878
• Charles Petre Eyre (nomeado em 15 de março de 1878 – falecido em 27 de março de 1902)
• John Aloysius Maguire (nomeado em 4 de agosto de 1902 – falecido em 14 de outubro de 1920)
• (Sede vacante, 14 de outubro de 1920 – 24 de fevereiro de 1922)
• Donald Mackintosh (nomeado em 24 de fevereiro de 1922 – falecido em 8 de dezembro de 1943)
• Donald Alphonsus Campbell (nomeado em 6 de janeiro de 1945 – falecido em 22 de julho de 1963)
• James Donald Scanlan (nomeado em 29 de janeiro de 1964 – aposentado em 23 de abril de 1974)
• Thomas Winning (nomeado em 23 de abril de 1974 – falecido em 17 de junho de 2001) (cardeal em 1994)
• Mario Joseph Conti (instalado em 22 de fevereiro de 2002 – aposentado em 24 de julho de 2012)
• Philip Tartaglia (empossado em 8 de setembro de 2012 – falecido em 13 de janeiro de 2021)
• William Nolan (instalado em fevereiro de 2022)